# Poskea africana
Poskea africana är en grobladsväxtart som beskrevs av Wilhelm Vatke. Poskea africana ingår i släktet Poskea och familjen grobladsväxter. Inga underarter finns listade i Catalogue of Life.